# Carviçais
Carviçais is een plaats (freguesia) in de Portugese gemeente Torre de Moncorvo en telt 882 inwoners (2001).